# 36187 Travisbarman
36187 Travisbarman este un asteroid din centura principală de asteroizi.

## Descriere
36187 Travisbarman este un asteroid din centura principală de asteroizi. A fost descoperit pe 13 octombrie 1999 la Stația Anderson Mesa în cadrul programului LONEOS. Asteroidul prezintă o orbită caracterizată de o semiaxă mare de 3,20 ua, o excentricitate de 0,18 și o înclinație de 7,1° în raport cu ecliptica.